# یواس‌اس چکورا (۱۸۶۱)
یواس‌اس چکورا (۱۸۶۱) (به انگلیسی: USS Chocura (1861)) یک کشتی بود که طول آن ۱۵۸ فوت (۴۸ متر) بود. این کشتی در سال ۱۸۶۱ ساخته شد.